# Quo vadis? (serial telewizyjny)
Quo vadis? – miniserial historyczny z 1985 roku. Serial jest bardzo swobodną adaptacją powieści Henryka Sienkiewicza o tym samym tytule.

## Treść
Młody dowódca wojsk, Marek Winicjusz zakochuje się w córce małżeństwa Aulusów, u którego przebywa powracając z wojny. Okazuje się, że jest to dziewczyna pochodząca z kraju Ligów, a jej imię to Kalina. Jest ona gwarantem pokoju między imperium a jej ojczyzną, więc tylko cesarz może oddać mu ją za żonę. Marek ucieka się do pomocy swego wuja, arbitra elegancji, ulubieńca cezara Nerona – Petroniusza.

## Główne role
- Marie-Theres Relin – Ligia
- Barbara De Rossi – Eunice
- Cristina Raines – Poppea Sabina
- Frederic Forrest – Petroniusz
- Max von Sydow – św. Piotr
- Philippe Leroy – św. Paweł
- Françoise Fabian – Pomponia Grecyna
- Klaus Maria Brandauer – Neron
- Francesco Quinn – Marek Winicjusz